# Nymphon boraborae
Nymphon boraborae är en havsspindelart som beskrevs av Müller, H.-G. 1990. Nymphon boraborae ingår i släktet Nymphon och familjen Nymphonidae. Inga underarter finns listade i Catalogue of Life.